# Joseph Roger Vĩnh San
Hoàng tử Nguyễn Phúc Bảo Quý (阮福保癸) (sinh ngày 17 tháng 4 năm 1938 tại Saint-Denis, Réunion) còn có tên là Joseph Roger Vĩnh San là một trong những người con ngoài giá thú của vua Duy Tân với bà Fernande Antier, vợ thứ hai của vuy Duy Tân. Ông sinh tại Saint-Denis, đảo Reunion. Hiện nay ông đang sống cùng vợ là bà Lebreton Marguerite tại Nha Trang, Khánh Hòa, Việt Nam. Trước khi về định cư ở Việt Nam ông nhiều lần về Huế để thăm viếng Lăng Dục Đức và mộ của vua Duy Tân.